# Atwar Bahjat
Atwar Bahjat (arabisch أطوار بهجت, DMG Aṭwār Bahǧat; * 1976 in Samarra; † 22. Februar 2006 ebenda) war eine irakische Journalistin und Reporterin für den Fernsehsender Al-Arabiya, die während ihrer Berichterstattung über den Anschlag auf die Goldene Moschee in Samarra entführt und ermordet wurde.
Bahjat studierte arabische Literatur in Bagdad und schloss dieses Studium 1998 ab. Sie arbeitete für mehrere Tages- und Wochenzeitungen. Nach dem Fall Saddam Husseins war sie für Al Jazeera tätig und war wenige Monate vor ihrer Ermordung zum Sender Al-Arabiya gewechselt.
Der Trauerzug Atwar Bahjats wurde von Bewaffneten angegriffen und war Ziel eines Bombenanschlags.
Am 7. Mai 2006 veröffentlichte die britische Zeitung The Sunday Times einen Artikel der arabischen Journalistin Hala Jaber, in welchem sie ein mit einem Mobiltelefon aufgezeichnetes Video beschreibt, in dem eine Person entkleidet und geköpft wird. Jaber glaubte zu diesem Zeitpunkt, dass es sich bei der in dem Video zu sehenden Person um Bahjat handele. Dies wurde später von mehreren Bloggern als falsch entlarvt. Das Video zeigt die Ermordung eines Nepalesen durch die Ansar as-Sunna im Irak im August 2004. Der Mann war eines von 12 durch die Terrororganisation hingerichteten Opfern. Die Sunday Times zog den Bericht am 28. Mai 2006 zurück, da sie laut eigener Aussage Opfer eines Scherzes geworden sei.